# Lista de metropolitas de Varsóvia e toda a Polônia
Sua Beatitude o Arcebispo Ortodoxo de Varsóvia e Metropolita de Toda a Polônia (polonês: Wielce Błogosławiony Prawosławny Arcybiskup Warszawski i Metropolita całej Polski / Metropolita Warszawski i całej Polski) é o título oficial do Primaz da Igreja Ortodoxa Polonesa.
A Igreja Ortodoxa Polonesa é uma das mais jovens e, no díptico das Igrejas Ortodoxas, ocupa o décimo segundo lugar entre a Albânia e as Terras Tchecas e Eslovacas. Ela recebeu autocefalia em 1948 da Igreja Ortodoxa Russa - após a rejeição política da autocefalia recebida em 1924 da Igreja de Constantinopla.
Atualmente é chefiada pelo Metropolita Sava.

## Lista dos Metropolitas de Varsóvia e Toda a Polônia
- Dionísio (1923-1948);
  - Timóteo (Schrötter) (1948 -1951) - Lugar-tenente do trono metropolitano;
- Macário (1951-1959);
- Timóteo (1961-1962);
  - George (Korenistov) (1962-1965) - Lugar-tenente do trono metropolitano;
- Estevão (1965-1969); 
  - George (Korenistov) (1969-1970) - Lugar-tenente do trono metropolitano;
- Basílio (1970-1998);
- Sava (1998-).[2]